# Buglossoides zollingeri
Buglossoides zollingeri är en strävbladig växtart som först beskrevs av A. Dc., och fick sitt nu gällande namn av Ivan Murray Johnston. Buglossoides zollingeri ingår i släktet sminkrötter, och familjen strävbladiga växter. Inga underarter finns listade i Catalogue of Life.